# Stubenbergklamm

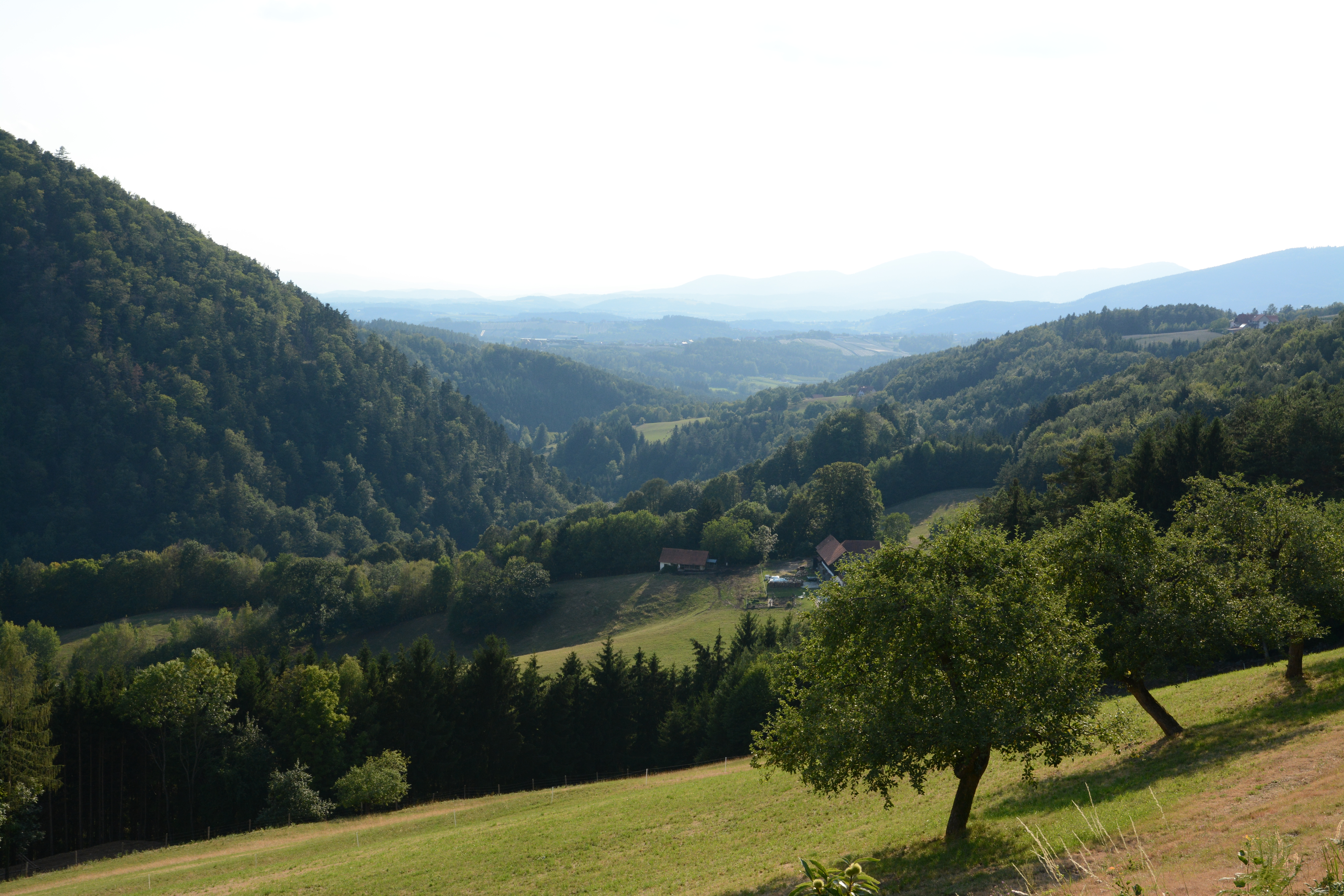
Blick auf die Stubenbergklamm

Die Stubenbergklamm ist eine Klamm des Feistritztals in der Oststeiermark. Sie liegt größtenteils im Gebiet der Gemeinde Stubenberg (Bezirk Hartberg-Fürstenfeld).

## Geografie
Die Stubenbergklamm verläuft in mehreren Windungen in West-Ost-Richtung und hat eine Länge von rund 4 km. Sie wird von der Feistritz durchflossen, die sich hier zwischen Kulm im Süden und Rabenwald im Norden ihren Weg Richtung Stubenbergsee eingegraben hat. Am flussabwärtigen Ende der Klamm öffnet sich diese zum Stubenberger Becken.
Die Klamm bildet im westlichen Bereich die Grenze zur nördlich gelegenen Gemeinde Floing (Bezirk Weiz).

## Geschichte, Wirtschaft und Verkehr

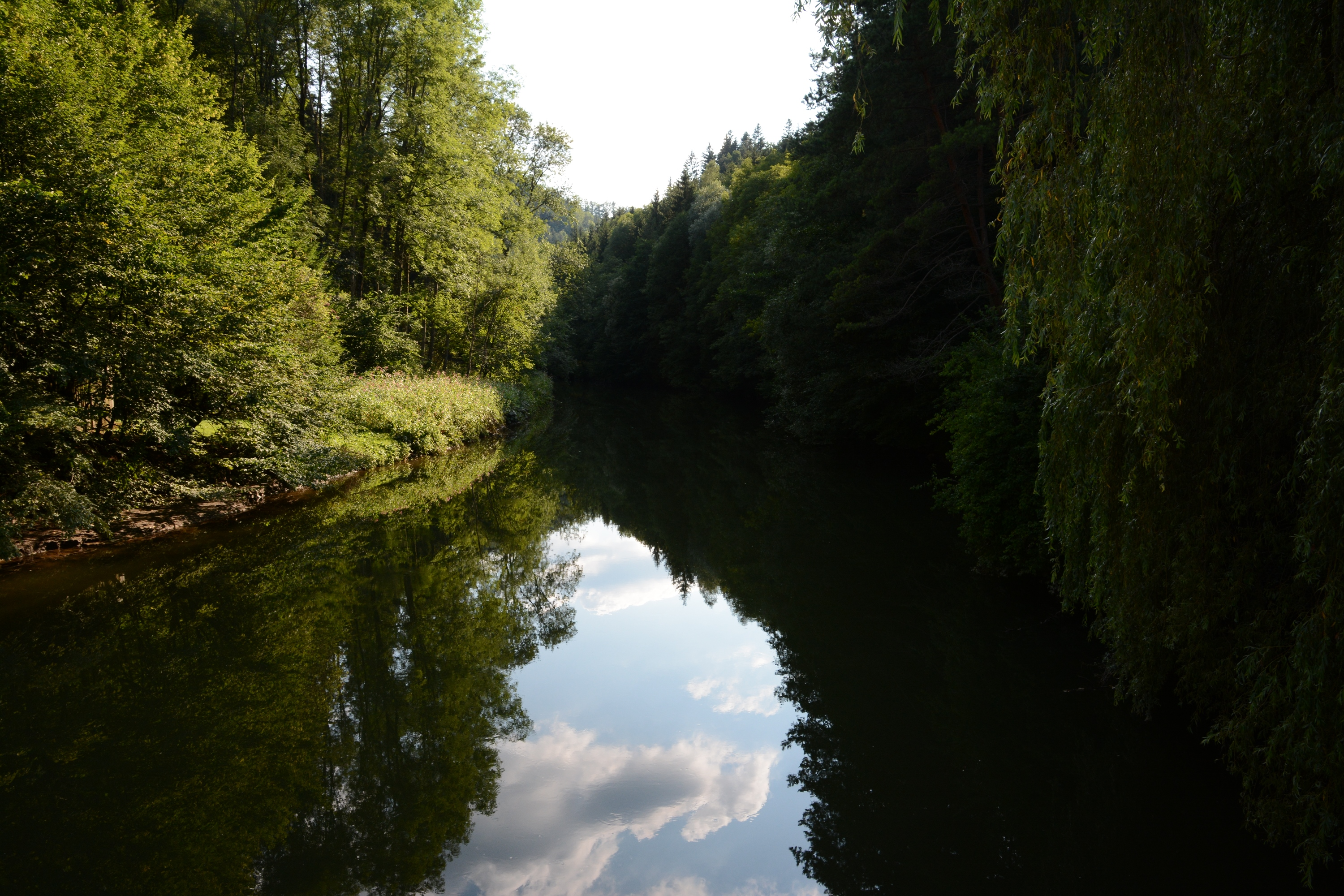
Staustufe in der Klamm

Mitte des 14. Jahrhunderts wurde die Burg Neuhaus oberhalb des Klammausganges in strategisch günstiger Lage errichtet.
Um 1900 wurde mit der Errichtung eines Wasserkraftwerkes in der Klamm durch die Gemeinde Gleisdorf begonnen, das 1905 in Betrieb ging. Es war der Beginn für die Feistritzwerke GmbH, die im Jahre 2000 in der Feistritzwerke STEWEAG GmbH, einer Beteiligungstochter der Energie Steiermark, aufging.
Der Granitsteinbruch am Klammausgang, der ebenfalls seit der Jahrhundertwende betrieben worden war – in den 1960er-Jahren von der Firma Konrad Beyer & Co – wurde mittlerweile aufgegeben.
In der Stubenbergklamm wurde dem im 19. Jahrhundert ermordeten Gendarmen Karl Malli ein Gedenkstein errichtet.
Am Fuß der bewaldeten Abhänge kann die Klamm über die Landesstraße 409 (Feistritzklammstraße) befahren werden. Durch das Engtal führt zudem der Feistritztal-Radweg.
Tourismus
Die Stubenbergklamm verbindet das steirische Apfelland westlich mit dem touristisch erschlossenen Stubenberger Becken östlich der Klamm. Der das Engtal passierende Feistritztal-Radweg dient auch als Wander- und Laufstrecke.
Das Wasserkraftwerk in der Klamm ist zumindest seit 2006 als Schaukraftwerk für Besichtigungen zugänglich.